# Europastraße 47
Die Europastraße 47 (kurz: E 47) ist eine nordeuropäische Europastraße von 290 Kilometern Länge ohne die Fährstrecken über den Öresund und den Fehmarnbelt. Sie führt von Helsingborg über den Öresund mit der Fähre nach Helsingør auf der dänischen Hauptinsel Seeland westlich an Kopenhagen und Køge vorbei nach Vordingborg, über die beiden Farø-Brücken und die kleine Insel Farø im Storstrømmen auf die Insel Falster. Von Helsingborg bis Eskilstrup verläuft die E 47 gemeinsam mit der Europastraße 55, die hier nach Süden in Richtung Gedser abbiegt. Die E 47 verläuft weiter durch den Guldborgsundtunnelen auf die Insel Lolland nach Rødbyhavn. Von dort weiter mit den Fähren der Vogelfluglinie über den Fehmarnbelt nach Puttgarden auf Fehmarn. Hier beginnt der nicht als Autobahn ausgebaute Teil der E 47, der 25 Kilometer als B 207 über die Fehmarnsundbrücke bis Heiligenhafen führt und von dort dann als BAB 1 bis zum Autobahnkreuz Lübeck. Hier endet die E 47 an der E 22 Rostock-Hamburg.